# Orlik Opole
L'Orlik Opole est un club de hockey sur glace d'Opole dans la voïvodie d'Opole en Pologne. Il évolue en I liga, le second échelon polonais.

## Historique

Le club est créé en 1996.

## Palmarès
- Vainqueur de la I liga : 2003.